# پسران و عشاق
پسران و عشاق (به انگلیسی: Sons and Lovers) نام یک رمان است که توسط دیوید هربرت لارنس، نویسندهٔ اهل انگلستان نوشته شده‌است. این کتاب یکی از آثار مشهور ادبی جهان است که به انتخاب مادرن لایبرری، رتبهٔ نهم را در لیست برترین رمان‌های قرن بیستم جهان کسب کرد. در این لیست سه رمان دی.اچ لارنس موجود است.

## داستان
پسرها و عاشق‌ها داستان پسری است به اسم پال که رابطهٔ عاطفی عمیقی با مادرش دارد، رابطهٔ آن‌ها آن قدر عمیق است که پال نمی تواندبا زن‌هایی که وارد زندگی اش می‌شوند ارتباط برقرار کند و سایهٔ مادر همیشه مثل یک قید بر سر او است. 

## روند تحریر رمان
لارنس در دوران بیماری مادرش شروع به نوشتن این رمان کرد و این حس زندگی هدررفته، که مادر لارنس داشت، در زندگی شخصیت اصلی زن داستان، یعنی مادر پال دیده می‌شود. نامه‌های لارنس که در آن زمان نوشته شده‌اند ، تحسینی که او نسبت به مادرش حس می‌کند را نشان می دهند، او مادرش را زنی باهوش، معقول و پیچیده می دانست که ازدواج نافرجامش با یک مرد معدنچی، یعنی پدر لارنس، زندگی را برای او سخت کرده بود. او اعتقاد داشت که مادرش دون شأن اجتماعی خود ازدواج کرده‌است. این اختلاف طبقاتی که لارنس در خانوادهٔ خود حس می‌کرد، در نیمهٔ اول رمان پسرها و عاشق‌ها نیز بارز است، که در آن هر دو پسر خانواده، ویلیام و پال، نسبت به پدر حس تحقیر دارند و مادر را والد برتر می دانند.
نسخهٔ اولیهٔ کتاب الآن در دست نیست. گویا لارنس به خاطر بیماری مادرش آن را کنار گذاشته و سه ماه بعد، به آن برمی گردد، در این مرحله، اسم رمان، «پال مورل» بوده‌است. بخش پیش از پایان رمان، می خورد به برهه‌ای از زندگی لارنس که وضع سلامتش به هم می ریزد، او شغل تدریسش در دانشگاه ناتینگهام را رها می‌کند و برای طی دوران نقاهت به آلمان می‌رود و بعد، با فریدا ویکلی، که یک اشرافزاده بود ازدواج می‌کند و فریدا نقل می‌کند که در بیست دقیقهٔ اول آشنایی شان دربارهٔ عقده ی ادیپ و تأثیرات رخدادهای کودکی بر شخصیت بزرگسالی انسان با هم حرف زده‌اند.
نسخهٔ سوم «پال مورل» را لارنس به انتشارات هاینرمان می فرستد. ناشر برای او می نویسد: «خوار کردن مادری که از طبقه ی اجتماعی بهتری است غیر قابل درک است» و به او پیشنها می‌دهد اسم کتاب را بگذارد «پسرها و عاشق ها». جواب هاینرمان باعث می‌شود لارنس جان تازه‌ای بگیرد و از رمان خود، به عنوان یک اثر ادبی، بهتر دفاع کند. او در نامه‌هایش به گارنت می نویسد که کتابش یک «تراژدی بزرگ» است، و یک «کتاب بزرگ» کتابی که «تراژدی زندگی هرازان مرد جوان» را انعکاس می‌دهد.

## عنوان
لارنس این رمان را چهار بار بازنویسی کرد تا این که بالاخره از آن راضی شد. در طی بیشتر این مدت، اسم کتاب «پال مورل» بود اما در آخر، لارنس اسم آن را به «پسرها و عاشق ها» تغییر داد.

## به فارسی
- پسرها و عاشق ها، ترجمه ناهید و افسانه قادری ، نشر متیس، ۱۳۹۵
- پسران و عاشقان، ترجمه مرتضی زارعی، نشر چترنگ
- پسران و عشاق، ترجمه میترا اشرف الکتابی، نشر فارابی
- پسران و عشاق، ترجمه مهدی و حسین اشرف الکتابی، نشر واژه

## اهمیت ادبی و نقد
در سال ۱۹۹۹، مادرن لایبرری، پسرها و عاشق‌ها را در رتبهٔ نهم صد کتاب برتر قرن بیستم قرار داد.
کتاب بسیار حاوی لغات و لهجهٔ محلی ناتینگهام شایر است.
فیلیپ لارکین، شاعر شهیر نیمهٔ دوم قرن بیستم، بعد از خواندن این رمان نوشت: «پسرها و عاشق‌ها را خوانده ام و آماده ام بمیرم. اگر لارنس را بعد از تحریر این رمان می کشتند، باز، بهترین نویسنده ی انگلستان بود.»

## اقتباس
۱۹۶۰، پسرها و عاشق ها، برندهٔ جایزه اسکار
۱۹۸۱، بی بی سی، سریال پسرها و عاشق ها
۲۰۰۳، آی تی وی، سریال پسرها و عاشق ها